# Robin Corsiglia
Robin Corsiglia (Canadá, 12 de agosto de 1962) es una nadadora canadiense retirada especializada en pruebas de estilo libre y estilo braza, donde consiguió ser medallista de bronce olímpica en 1976 en los 4 x 100 metros estilos.

## Carrera deportiva
En los Juegos Olímpicos de Montreal 1976 ganó la medalla de bronce en los 4 x 100 metros estilos (nadando el largo de braza), con un tiempo de 4:15.22 segundos, tras Alemania Oriental (Oro) y Estados Unidos (plata), siendo sus compañeras de equipo las nadadoras: Susan Sloan, Wendy Hogg y Anne Jardin.